# بيتر ماكينون
بيتر ماكينون هو محامي كندي، ولد في 1947 في جزيرة الأمير إدوارد في كندا.